# Язловець II (гміна)
Гмі́на Язло́вець ІІ — сільська гміна у Бучацькому повіті Тернопільського воєводства Другої Речі Посполитої. Адміністративним центром гміни був Язловець.
Гміна утворена 1 серпня 1934 року в рамках реформи на підставі нового закону про самоуправління (23 березня 1933 року).
Площа гміни — 92,84 км².
Кількість житлових будинків — 1742.
Кількість мешканців — 8606
Нову гміну було створено зі гмін (самоврядних громад): Берем'яни, Броварі, Дуліби, Новосілка Язловецька, Передмістя, Малі Заліщики, Жнибороди
Гміна ліквідована 17 січня 1940 року із включенням сіл до новоствореного Золотопотіцького району.